# Seven de Australia 2003
El Seven de Australia de 2003 fue la tercera edición del torneo australiano de rugby 7, fue el tercer torneo de la temporada 2002-03 de la Serie Mundial Masculina de Rugby 7.
Se disputó en la instalaciones del Lang Park de Brisbane.

## Fase de grupos

### Grupo A
| Equipo         | Encuentros | Encuentros | Encuentros | Encuentros | Tantos  | Tantos    | Tantos     | Puntos |
| Equipo         | jugados    | ganados    | empatados  | perdidos   | a favor | en contra | diferencia | Puntos |
| -------------- | ---------- | ---------- | ---------- | ---------- | ------- | --------- | ---------- | ------ |
| Nueva Zelanda  | 3          | 3          | 0          | 0          | 137     | 0         | 137        | 9      |
| Francia        | 3          | 2          | 0          | 1          | 64      | 45        | 19         | 7      |
| Estados Unidos | 3          | 1          | 0          | 2          | 50      | 64        | -14        | 5      |
| China          | 3          | 0          | 0          | 3          | 0       | 142       | -142       | 3      |

Nota: Se otorgan 3 puntos al equipo que gane un partido, 2 al que empate y 1 al que pierda

### Grupo B
| Equipo             | Encuentros | Encuentros | Encuentros | Encuentros | Tantos  | Tantos    | Tantos     | Puntos |
| Equipo             | jugados    | ganados    | empatados  | perdidos   | a favor | en contra | diferencia | Puntos |
| ------------------ | ---------- | ---------- | ---------- | ---------- | ------- | --------- | ---------- | ------ |
| Argentina          | 3          | 3          | 0          | 0          | 81      | 40        | 41         | 9      |
| Sudáfrica          | 3          | 2          | 0          | 1          | 91      | 40        | 51         | 7      |
| Canadá             | 3          | 1          | 0          | 2          | 38      | 50        | -12        | 5      |
| Papúa Nueva Guinea | 3          | 0          | 0          | 3          | 19      | 99        | -80        | 3      |

### Grupo C
| Equipo    | Encuentros | Encuentros | Encuentros | Encuentros | Tantos  | Tantos    | Tantos     | Puntos |
| Equipo    | jugados    | ganados    | empatados  | perdidos   | a favor | en contra | diferencia | Puntos |
| --------- | ---------- | ---------- | ---------- | ---------- | ------- | --------- | ---------- | ------ |
| Australia | 3          | 3          | 0          | 0          | 103     | 7         | 96         | 9      |
| Samoa     | 3          | 2          | 0          | 1          | 50      | 50        | 0          | 7      |
| Tonga     | 3          | 1          | 0          | 2          | 34      | 75        | -41        | 5      |
| Niue      | 3          | 0          | 0          | 3          | 15      | 70        | -55        | 3      |

### Grupo D
| Equipo     | Encuentros | Encuentros | Encuentros | Encuentros | Tantos  | Tantos    | Tantos     | Puntos |
| Equipo     | jugados    | ganados    | empatados  | perdidos   | a favor | en contra | diferencia | Puntos |
| ---------- | ---------- | ---------- | ---------- | ---------- | ------- | --------- | ---------- | ------ |
| Inglaterra | 3          | 3          | 0          | 0          | 64      | 31        | 33         | 9      |
| Fiyi       | 3          | 2          | 0          | 1          | 60      | 40        | 20         | 7      |
| Japón      | 3          | 1          | 0          | 2          | 64      | 65        | -1         | 5      |
| Islas Cook | 3          | 0          | 0          | 3          | 19      | 71        | -52        | 3      |

## Fase Final

### Cuartos de final
| 2 de febrero | Inglaterra | 27 - 5 | Samoa |  |  |

| 2 de febrero | Nueva Zelanda | 19 - 10 | Sudáfrica |  |  |

| 2 de febrero | Fiyi | 12 - 7 | Australia |  |  |

| 2 de febrero | Francia | 17 - 14 | Argentina |  |  |

### Semifinal
| 2 de febrero | Inglaterra | 19 - 14 | Nueva Zelanda |  |  |

| 2 de febrero | Fiyi | 26 - 19 | Francia |  |  |

### Final
| 2 de febrero | Inglaterra | 28 - 14 | Fiyi |  |  |

| Bandera de Inglaterra  |
| Campeón Inglaterra     |
| 1º título del circuito |